# Psebena flavipennis
Psebena flavipennis é uma espécie de cerambicídeo endêmica da Malásia.

## Taxonomia
Em 2014, a espécie foi descrita por Vives e Niisato, com base num holótipo fêmea encontrado no distrito de Cameron Highlands,(Malásia).

## Distribuição
A espécie é endêmica da região de Cameron Highlands, no estado de Pahang (Malásia).